# 库热涅尔 (马里埃尔共和国)
库热涅尔（羅馬化：Kuzhener）是俄罗斯马里埃尔共和国的市级镇、库热涅尔区行政中心，地处马里埃尔共和国东北部，在共和国首府约什卡尔奥拉东北方。伏尔加河流域内皮日马河一支流涅姆达河穿过该地。
该地2021年人口有4,704人；2010年人口5,384；2002年人口5,869；1989年人口6,200。